# Universitatea Cluj (volei masculin)
Universitatea Cluj este un club de volei masculin profesionist din Cluj-Napoca, secție a clubului sportiv CS Universitatea Cluj-Napoca. Echipa își dispută meciurile de acasă în Sala Sporturilor Horia Demian. Formația a câștigat titlul național de cinci ori și Cupa României de două ori.

## Istoric
În anul 1945 din echipa de volei masculin a Universității Cluj făceau parte V. Bărbieru (solist la Opera din Cluj) și Alex Căprariu (scriitor).
Universitatea Cluj a câștigat Cupa Balcanica la volei masculin, care s-a desfășurat in perioada 9 - 11 septembrie, in sala "Horia Demian". Performanta este unica pentru voleiul clujean, aceasta fiind prima competiție internațională câștigată in ultimii 20 de ani de U Cluj. Meciul cu Ribnica Kraljevo, jucat duminica, 11 septembrie, de la ora 15.30, a fost câștigat de clujeni cu scorul: 25-23, 23-25, 26-28, 25-21, 15-13.

## Palmares
Campionatul României - Divizia A1
 Campioni (1) : 1995-1996
 Vicecampioni (1): 1996-1997
 Locul 3 (4): 1957-1958, 1958-1959, 1960-1961 și 1993-1994
 Cupa României=
 Câștigători (1) : 1997
 Cupa Balcanică:
 Câștigători (1) : 2011

## Informații despre sala de sport

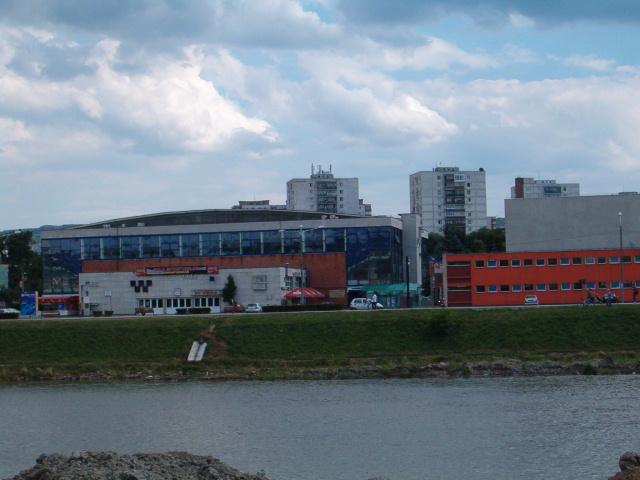
Sala Sporturilor "Horia Demian"

- Nume: – Sala Sporturilor "Horia Demian"
- Oraș: – Cluj-Napoca
- Capacitate: – 2525
- Adresa: – Strada Splaiul Independenței 6, Cluj-Napoca 400000, România

## Jucători
- Dănuț Cătălin Neag
- Claudiu Valentin Iov
- Alexandru Voinea
- Vlad Negrean
- Mihai Ioan Popovici
- Alexandru Onofrei
- Ștefan Verciuc
- Tudor Mocan
- Andrei Sebastian Savu
- Răzvan Daniel Borod
- Luca Ioan Opriș
- Vlad Vasian
- Alexandru Someșan
- Alexis Kalaitzis

## Staff
- Manager: Bogdan Ungureanu
- Kinetoterapeut: Alexandru Pintea
- Scouter: Rareș Vasile Cosma
- Antrenor-Volei: Piotr Sobolewski

## Foști antrenori
- Valica Moraru,
- prof. Ion Scurtu,
- ing. Angelo Ionescu,
- prof. Jean Bădescu,
- Octav Malide,
- Ioan Tolan,
- Victor Fulger si
- ing. Ștefan Tămaș